# Bidens asymmetrica
Bidens asymmetrica là một loài thực vật có hoa trong họ Cúc. Loài này được (H.Lév.) Sherff mô tả khoa học đầu tiên năm 1926.